# Caitlin Ward
Pour les articles homonymes, voir Ward.
Caitlin Ward, née le 1er février 1994 à Frankston, est une coureuse cycliste australienne.

## Palmarès sur piste

### Championnats du monde
- Invercargill 2012 (juniors)
  -  Médaillée d'argent de la vitesse juniors
  -  Médaillée de bronze de la vitesse par équipes juniors

### Coupe du monde
- 2019-2020
  - 3e de la vitesse par équipes à Brisbane

### Championnats d'Océanie
- 2014
  -  Médaillée de bronze de la poursuite par équipes
- 2017
  -  Médaillée de bronze de la poursuite par équipes
- 2018
  -  Médaillée de bronze de la poursuite par équipes

### Championnats nationaux
- 2014
  - 2e du keirin
  - 2e du 500 mètres
  - 3e de la vitesse
- 2015
  - 2e de la vitesse par équipes
  - 3e du keirin
- 2016
  -  Championne d'Australie du 500 mètres
  - 3e de la vitesse par équipes
- 2018
  - 2e de la vitesse
  - 3e de la vitesse par équipes
- 2019
  -  Championne d'Australie de vitesse
  -  Championne d'Australie du keirin
  - 2e du 500 métres
- 2021
  -  Championne d'Australie de vitesse par équipes

### Autres
- 2019
  - Fastest Woman on Wheels (vitesse)